# Gauchheil
Als Gauchheil (Anagallis) bezeichnet man eine Pflanzengattung in der Unterfamilie der Myrsinengewächse (Myrsinoideae) innerhalb der Familie der Primelgewächse (Primulaceae). Der botanische Name leitet sich von den griechischen Wörtern ana für wieder und agallein für schmücken ab und deutet darauf hin, dass Arten dieser Gattung in einem Jahr zwei blühende Generationen hervorbringen. Der deutsche Trivialname bezieht sich darauf, dass etwa der lateinisch auch nur mit Anagallis bezeichnete Acker-Gauchheil (Anagallis arvensis) früher zur Behandlung von Gauchen (= Geisteskranken) genutzt wurde.

## Beschreibung

### Erscheinungsbild und Blätter
Anagallis-Arten wachsen als einjährige oder ausdauernde krautige Pflanzen. Die oberirdischen Pflanzenteile sind kahl und es sind meist Harzkanäle vorhanden. Sie bilden je nach Art Pfahlwurzeln oder nur Faserwurzeln. Die selbständig aufrechten oder aufsteigenden Stängel sind einfach oder verzweigt.
Die gegenständig, wechselständig oder wirtelig am Stängel verteilten Laubblätter sind meist ungestielt. Die einfachen Blattspreiten sind eiförmig bis elliptisch oder lanzettlich mit meist gerundeter bis keilförmiger oder selten herzförmiger Spreitenbasis und spitzem bis stumpfem oder bespitztem oberen Ende. Die Blattflächen sind kahl. Der Blattrand ist meist glatt, selten winzig fein gekerbt und meist etwas nach unten eingerollt. Nebenblätter sind keine vorhanden.

### Blüten, Früchte und Samen
Die gestielten oder ungestielten Blüten stehen meist einzeln in den Blattachseln der oberen Blätter. Die zwittrigen Blüten sind radiärsymmetrisch und selten vier-, meist fünfzählig mit doppelter Blütenhülle. Die Farben der Kronblätter reichen von weiß über rosa- sowie lachsfarben bis rot oder blau. Die selten vier-, meist fünf grünen Kelchblätter sind nur kurz verwachsen und die Kelchlappen sind lanzettlich. Die selten vier-, meist fünf Kronblätter bis höchsten der Hälfte ihrer Länge stielteller-, bis fast rad- oder etwas glockenförmig verwachsen. Die Kronlappen sind am oberen Ende gerundet oder gestutzt. Es ist nur ein Staubblattkreis mit fünf oder selten vier Staubblättern vorhanden. Die Staubfäden sind an ihrer Basis verwachsen.
Die bei einem Durchmesser von 1 bis 7 Millimetern kugeligen Kapselfrüchte springen mit Deckel auf und enthalten 5 bis 45 Samen. Die dunkelbraunen bis rötlich-braunen Samen sind kantig mit papillöser bis wabenförmiger Samenschale.

### Chromosomensätze
Die Chromosomengrundzahl beträgt x = 10 oder 11.

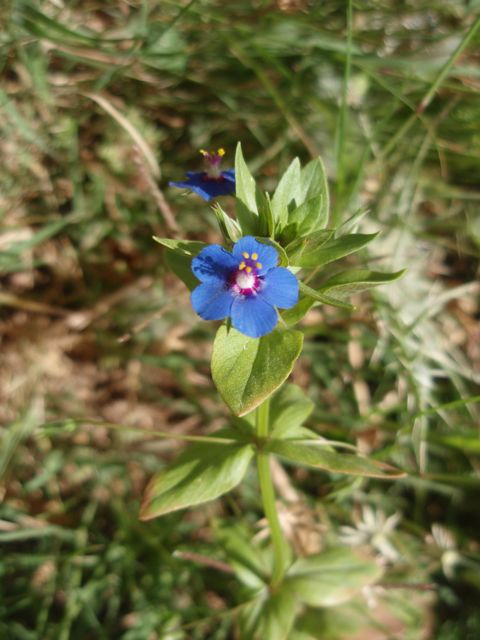
Anagallis crassifolia

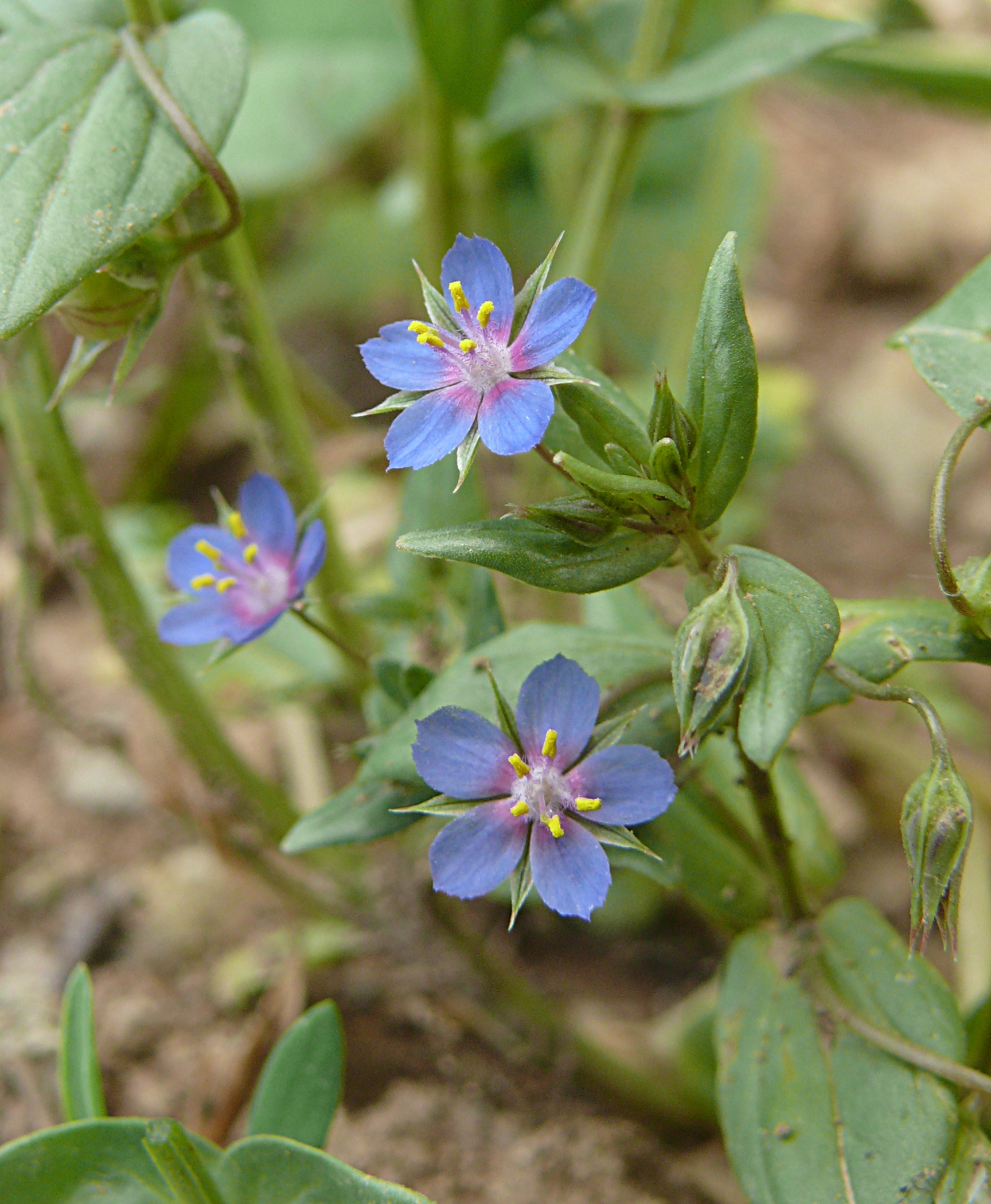
Blauer Gauchheil (Anagallis foemina)

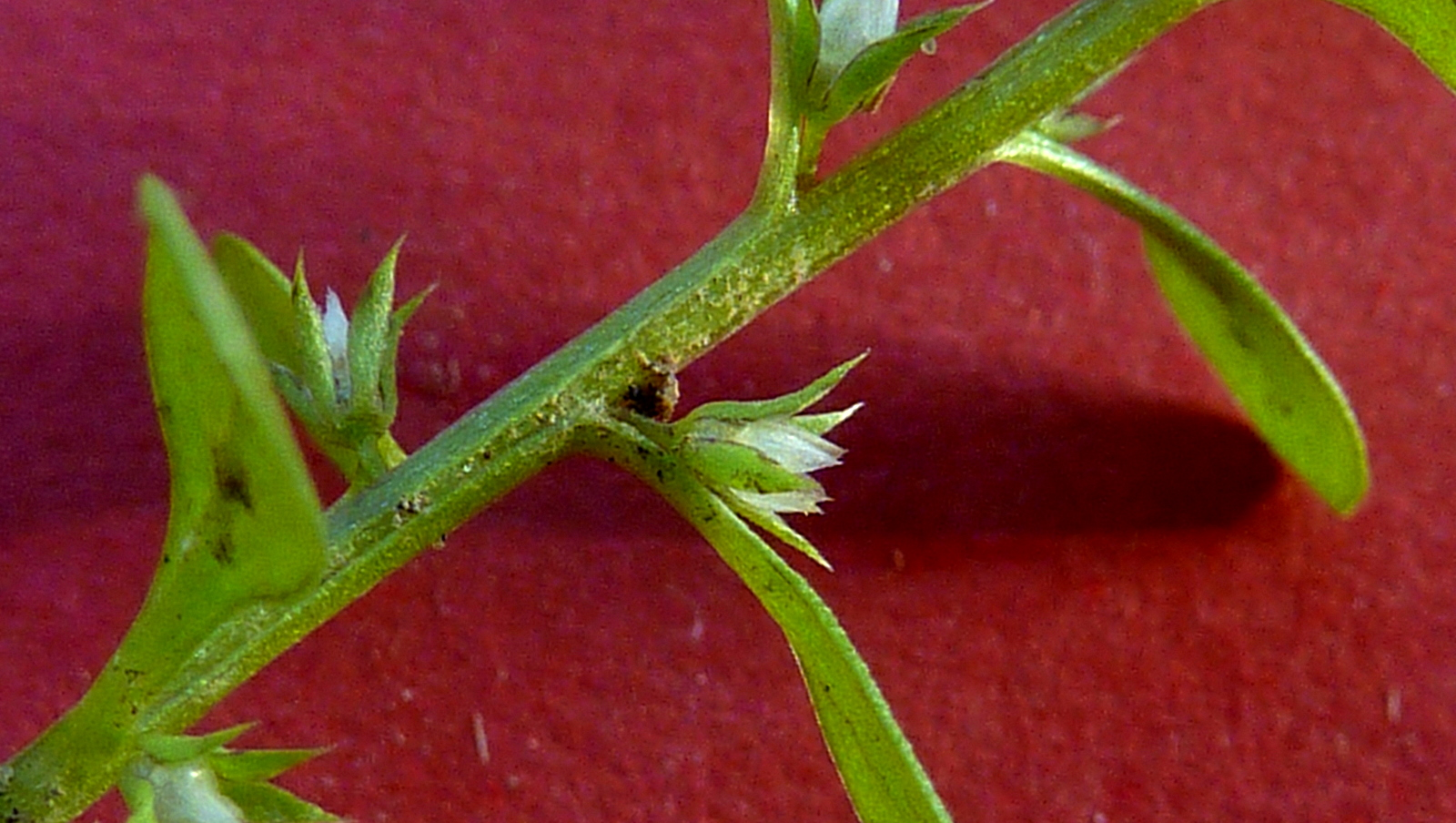
Zwerg-Gauchheil (Anagallis minima)

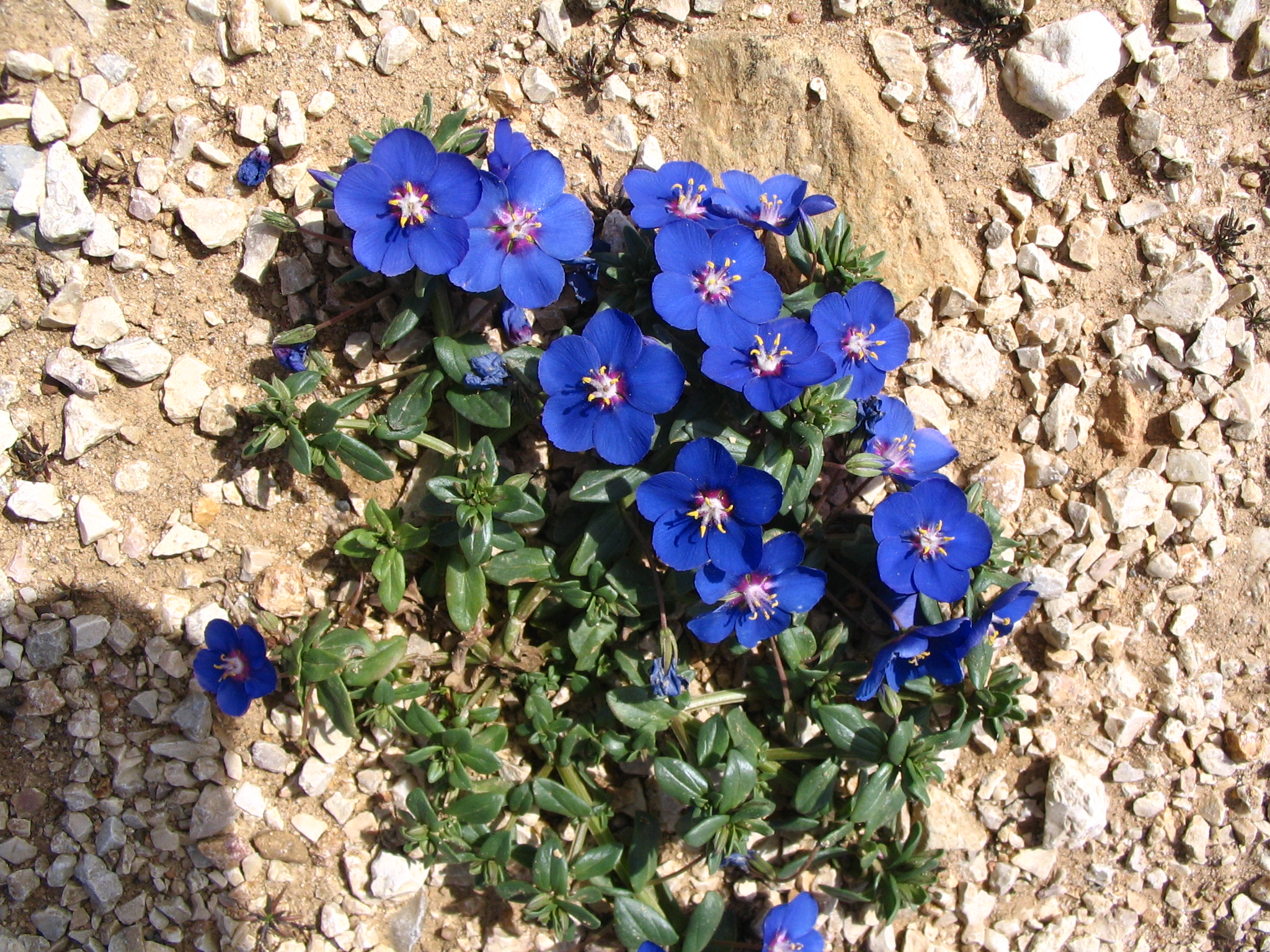
Leinblättriger Gauchheil (Anagallis monelli)

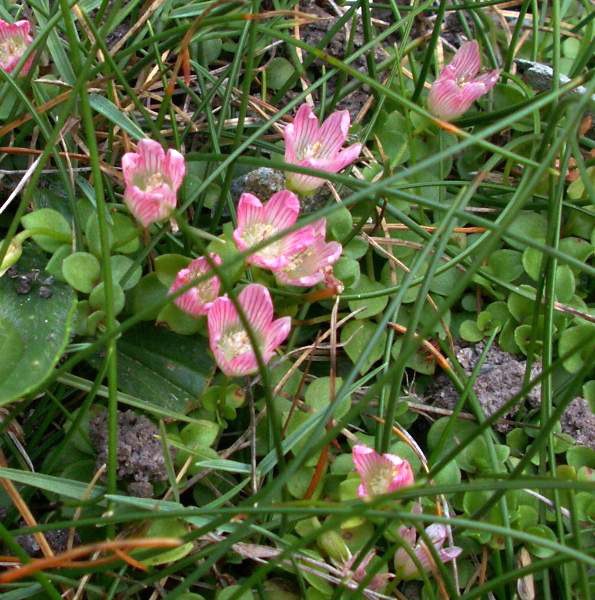
Zarter Gauchheil (Anagallis tenella)

## Systematik
Die Gattung Anagallis wurde 1753 durch Carl von Linné in Species Plantarum, 1, S. 148 aufgestellt. Lectotypusart ist Anagallis arvensis L. Synonyme für Anagallis L. sind Centunculus L., Micropyxis Duby.
Die Gattung Anagallis gehört zur Unterfamilie Myrsinoideae innerhalb der Familie Primulaceae und wurde früher in die Familie Myrsinaceae gestellt. Beispielsweise nach U. Manns & Arne A. Anderberg: New combinations and names in Lysimachia (Myrsinaceae) for species of Anagallis, Pelletiera and Trientalis. In: Willdenowia, Band 39, 2009, S. 49–54 gehören die Anagallis-Arten zu Lysimachia L. In der Flora of North America 2009 ist Anagallis aber noch eine eigenständige Gattung.
Es gibt etwa 30 Anagallis-Arten. Hier eine Artenauswahl:
- Anagallis acuminata Welw. ex Schinz (Syn.: Lysimachia acuminata (Welw. ex Schinz) U.Manns & Anderb.): Sie kommt vom südlichen Tansania bis zum südlichen tropischen Afrika vor.
- Wechselblättriger Gauchheil (Anagallis alternifolia Cav.): Er ist in Südamerika verbreitet.
- Anagallis angustiloba (Engl.) Engl. (Syn.: Lysimachia angustiloba (Engl.) U.Manns & Anderb.): Sie kommt im östlich-zentralen und im östlichen tropischen Afrika vor.[3]
- Acker-Gauchheil, auch Roter Gauchheil genannt (Anagallis arvensis L., Syn.: Anagallis platyphylla Baudo[3]): Sein weites Verbreitungsgebiet reicht von Europa über Makaronesien sowie Nordafrika bis zur Arabischen Halbinsel und Westasien bis zum Kaukasusraum und von Zentralasien bis zum Indischen Subkontinent und China (nur Fujian, Guangdong, Heilongjiang) sowie Taiwan.[4][2][5][6]
- Anagallis barbata (P.Taylor) Kupicha (Syn.:  Lysimachia barbata (P.Taylor) U.Manns & Anderb.): Sie kommt im tropischen Afrika vor.[3]
- Anagallis baumii R.Knuth: Sie kommt in Angola vor.[3]
- Anagallis brevipes P.Taylor (Syn.: Lysimachia brevipes (P.Taylor) U.Manns & Anderb.: Sie kommt im südwestlichen Tansania vor.[3])
- Anagallis crassifolia Thore: Sie ist von Südwesteuropa bis ins nordwestliche Afrika verbreitet.[4]
- Anagallis elegantula P.Taylor (Syn.: Lysimachia elegantula (P.Taylor) U.Manns & Anderb.): Sie kommt von der südlichen Demokratischen Republik Kongo bis Angola vor.[3]
- Anagallis filifolia Engl. & Gilg (Syn.: Lysimachia cubangensis U.Manns & Anderb.): Sie kommt im südöstlichen Angola vor.[3]
- Anagallis filiformis Cham. & Schltdl. (Syn.: Lysimachia filiformis (Cham. & Schltdl.) U.Manns & Anderb.):  Sie kommt von Brasilien bis Argentinien vor.[3]
- Blauer Gauchheil (Anagallis foemina Mill.)[4]
- Anagallis gracilipes P.Taylor (Syn.: Lysimachia gracilipes (P.Taylor) U.Manns & Anderb.):  Sie kommt vom östlichen Simbabwe bis zum westlichen Mosambik vor.[3]
- Anagallis hexamera P.Taylor (Syn.: Lysimachia hexamera (P.Taylor) U.Manns & Anderb.): Sie kommt vom südlichen zentralen Äthiopien bis Kenia und dem südwestlichen Tansania vor.[3]
- Anagallis huttonii Harv. (Syn.: Lysimachia huttonii (Harv.) U.Manns & Anderb.): Sie kommt im südlichen Afrika vor.[3]
- Anagallis kingaensis Engl. (Syn.:  Lysimachia kingaensis (Engl.) U.Manns & Anderb.): Sie kommt in Tansania vor.[3]
- Anagallis kochii H.E.Hess (Syn.: Anagallis huerneri H.E.Hess, Lysimachia kochii (H.E.Hess) U.Manns & Anderb.): Sie kommt von der südlichen Demokratischen Republik Kongo bis Angola vor.[3]
- Zwerg-Gauchheil, auch Kleinling oder Kleiner Gauchheil genannt (Anagallis minima (L.) E.H.L.Krause): Er ist von Europa bis Nordafrika verbreitet.[4][5][6]
- Leinblättriger Gauchheil (Anagallis monelli L., Syn.: Anagallis linifolia L., Anagallis collina Schousb., Anagallis maritima Mariz & Samp., Anagallis monelli subsp. collina (Schousb.) Maire): Er ist mit mehreren Unterarten von Sardinien, Sizilien sowie Südwesteuropa bis nach Nordafrika verbreitet.[4][2]
- Anagallis myrtifolia Kostel. (Syn.: Anagallis amplexicaulis Larrañaga, Lysimachia buxifolia Molina): Sie kommt vom südlichen und südöstlichen Brasilien bis zum südlichen Südamerika und den Falklandinseln vor.[3]
- Anagallis nummulariifolia Baker: Sie kommt nur auf Madagaskar vor.
- Anagallis oligantha P.Taylor (Syn.: Lysimachia oligantha (P.Taylor) U.Manns & Anderb.): Sie kommt in Malawi vor.[3]
- Anagallis peploides Baker (Syn.: Lysimachia peploides (Baker) U.Manns & Anderb.): Sie kommt nur auf Madagaskar vor.[3]
- Anagallis pumila Sw.: Sie ist in der Neuen Welt, in Afrika (beispielsweise Ägypten) sowie Madagaskar, Asien (Indien, Nepal, Indonesien) und Australien verbreitet.[2]
- Anagallis rhodesica R.E.Fr. (Syn.: Lysimachia rhodesica (R.E.Fr.) U.Manns & Anderb.): Sie kommt vom südlichen Tansania bis zum nördlichen Sambia vor.[3]
- Anagallis rubricaulis Bojer ex Duby (Syn.: Lysimachia rubricaulis (Bojer ex Duby) U.Manns & Anderb.): Sie kommt im zentralen Madagaskar vor.[3]
- Anagallis schliebenii Knuth & Mildbr. (Syn.: Lysimachia schliebenii (R.Knuth & Mildbr.) U.Manns & Anderb.): Sie kommt im südwestlichen Tansania vor.[3]
- Anagallis serpens Hochst. ex Duby (Syn.: Lysimachia serpens (Hochst. ex Duby) U.Manns & Anderb.): Sie kommt von Äthiopien bis zum östlichen Simbabwe vor.[3]
- Zarter Gauchheil (Anagallis tenella (L.) L.): Er ist von Europa (mit Schwerpunkt im Westen) bis Nordafrika verbreitet.[4]
- Anagallis tenuicaulis Baker (Syn.: Lysimachia tenuicaulis (Baker) U.Manns & Anderb.): Sie ist von Äthiopien bis KwaZulu-Natal und in Madagaskar verbreitet.[3]
- Anagallis tsaratananae M.Peltier (Syn.: Lysimachia tsaratananae (M.Peltier) U.Manns & Anderb.): Sie kommt nur auf Madagaskar vor.[3]
- Anagallis uruguayensis Arechav. (Syn.: Lysimachia filiformis (Cham. & Schltdl.) U.Manns & Anderb.): Sie kommt von Brasilien bis Argentinien vor.[3]